# Проба Ашнера
Проба Ашнера — функціональна проба, основана на рефлекторному підвищенні тонусу блукаючого нерва при натисканні на очні яблука.

## Методика проведення проби
Після реєстрації початкової ЕКГ здійснюється тиск на очні яблука протягом не більше 10 секунд нижче надбрівних дуг хворого, який перебуває в горизонтальному положенні, після чого реєструється повторна ЕКГ. У ряді випадків напади пароксизмальної суправентрикулярної тахікардії припиняються при використанні цієї проби. Під час проведення цієї проби необхідна обережність, оскільки рефлекторне збудження блукаючого нерва може викликати синоаурикулярну блокаду, атріовентрикулярний
ритм, міграцію водія ритму, екстрасистолію, а в окремих випадках — зупинку серця на 30 і більше секунд. Подовження інтервалу PQ на 0,04 с і більше при проведенні проби Ашнера може вказувати на можливу активну фазу ревмокардиту у хворих із нез'ясованою клінічною картиною. В дитячих практиці практично не використовується.